# Irvin Willat
Irvin Willat (parfois crédité Irvin V. Willat) est un réalisateur, scénariste, directeur de la photographie, producteur, acteur et monteur américain, de son nom complet Irvin Willatowski, né le 18 novembre 1890 à Stamford (Connecticut), mort le 17 avril 1976 à Santa Monica (Californie).

## Biographie

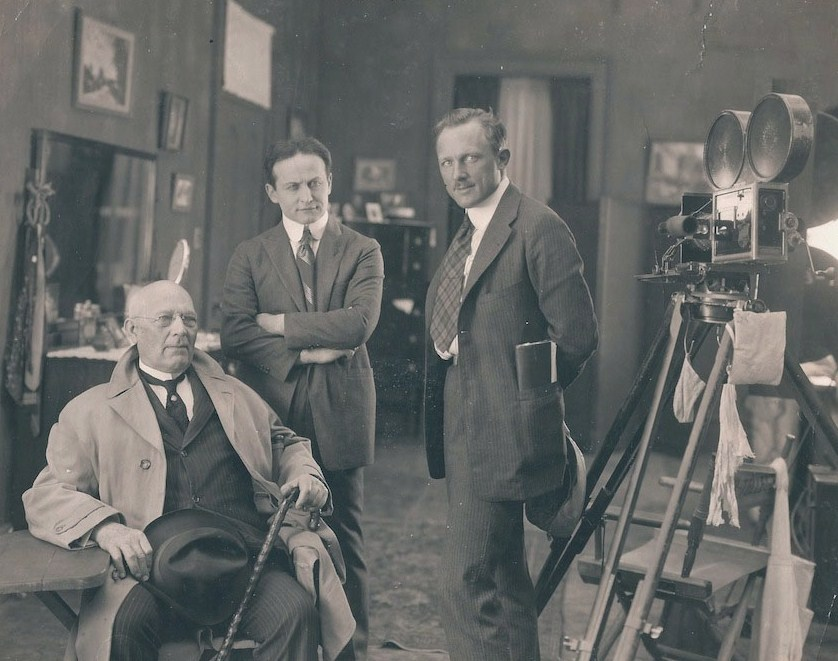
De g. à d. : Harry Kellar, Harry Houdini et Irvin Willat, sur le tournage de Un reportage tragique (1919)

Irvin Willat débute au cinéma comme acteur, dans le court métrage muet The Toss of a Coin de Thomas H. Ince, sorti en 1911, aux côtés de Mary Pickford. Il apparaît une seconde (donc dernière) fois dans Uncle Tom's Cabin (1914), dont il est également chef opérateur. À ce deuxième poste, il exerce sur trois autres films muets, le dernier étant Civilisation en 1916. Il contribue aussi à Civilisation comme monteur (expérience unique à ce titre) et assistant de production. Autres activités occasionnelles, il est scénariste (six films muets, dont cinq réalisés par lui), producteur (deux films muets, dont un qu'il réalise) et premier assistant opérateur (La Caravane vers l'Ouest en 1923).
Comme réalisateur, son activité principale, Irvin Willat débute avec le drame In Slumberland, sorti en 1917. Il réalise trente-deux autres films américains muets (y compris des westerns), entre autres pour la Famous Players-Lasky Corporation. Mentionnons The False Faces (avec Henry B. Walthall et Lon Chaney) et Un reportage tragique (avec le prestidigitateur Harry Houdini et Ann Forrest), tous deux sortis en 1919, La Force du sang (1923, avec Malcolm McGregor, Billie Dove — qu'il épouse cette année-là, avant de divorcer en 1929 — et Lon Chaney), Wanderer of the Wasteland (en Technicolor, 1924, avec Jack Holt et Billie Dove), ainsi que Sur la piste blanche (1927, avec Renée Adorée et Robert Frazer). Deux de ses trois derniers films muets (tous sortis en 1928) comportent quelques effets sonores, dont L'Épave vivante (Submarine) — réalisé principalement par Frank Capra, lui-même dirigeant quelques scènes, sans être crédité —, avec Jack Holt et Ralph Graves.
Par la suite, Irvin Willat réalise cinq films parlants seulement. Le premier est The Isle of Lost Ships, avec Virginia Valli et Noah Beery, sorti en 1929. Le deuxième est Damaged Love (1931, avec Charles Starrett et Charles Trowbridge). Au nombre de ses trois ultimes films, sortis en 1937 (après quoi il se retire définitivement), citons le western Old Louisiana, avec Tom Keene et Rita Hayworth.

## Filmographie complète

### Comme réalisateur
- 1917 : In Slumberland
- 1917 : The Zeppelin's Last Raid

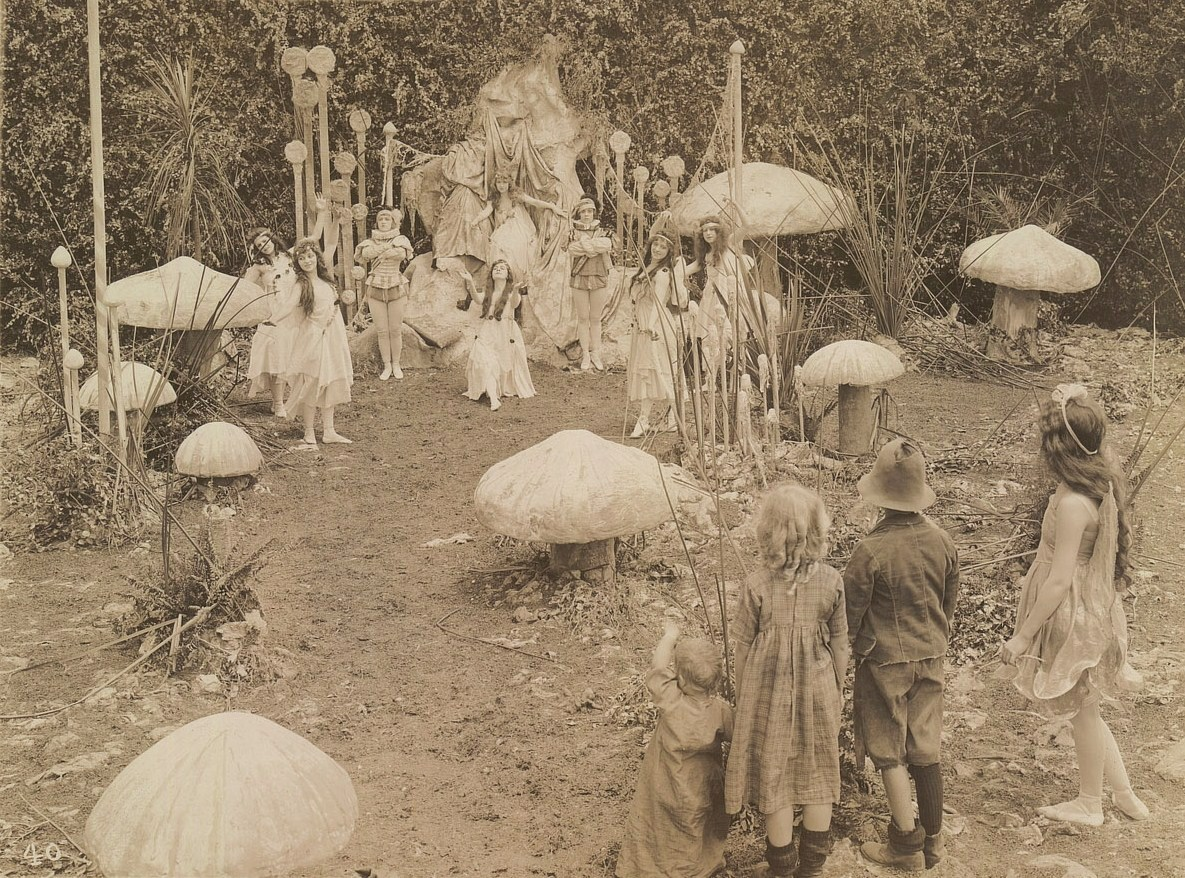
In Slumberland (1917)

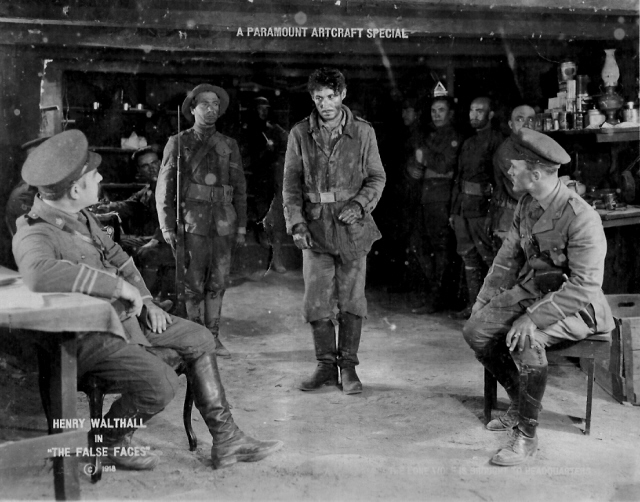
Henry B. Walthall (au centre),
dans Périlleuse mission (1919)

- 1918 : La Patrouille de minuit (The Midnight Patrol)
- 1918 : The Guilty Man (en)
- 1918 : Au pays des loups (en) (The Law of the North)
- 1919 : La Double Méprise (en) (Rustling a Bride)
- 1919 : Périlleuse Mission (The False Faces)
- 1919 : A Daughter of the Wolf (en)
- 1919 : Un reportage tragique (The Grim Game)
- 1919 : Sublime Infamie (en) (Behind the Door)
- 1920 : Le Secret des abîmes (en) (Bellow the Surface)
- 1920 : Down Home
- 1921 : The Face of the World (en)
- 1921 : Fifty Candles (en)
- 1922 : Yellow Men and Gold
- 1922 : Un berceau dans la neige (en) (The Siren Call)
- 1922 : Perdus sur l'océan (en) (On the High Seas)
- 1922 : Pawned (en)
- 1923 : Une affaire ténébreuse (en) (Fog Bound)
- 1923 : La Force du sang (All the Brothers Were Valiant)
- 1924 : Le Collier fatal (en) (Three Miles Out)
- 1924 : L'Héritage du désert (en) (The Heritage of the Desert)
- 1924 : Le Vagabond du désert (Wanderer of the Wasteland)
- 1924 : Le Taciturne (en) (North of 36)
- 1924 : Le Voilier de la torture (en) (The Story Without a Name)
- 1925 : Rugged Water
- 1925 : Les Pirates de l'air (The Air Mail)
- 1925 : The Ancient Highway (en)
- 1926 : La Colline enchantée (en) (The Enchanted Hill)
- 1926 : Paradise
- 1927 : Sur la piste blanche (Back to God's Country)
- 1928 : The Michigan Kid (en)
- 1928 : L'Épave vivante (Submarine)
- 1928 : Une aventure à la Zorro (en) (The Cavalier)
- 1929 : L'Île des navires perdus (The Isle of Lost Ships)
- 1931 : Damaged Love
- 1937 : Révolte en Louisiane (Old Louisiana)
- 1937 : Under Strange Flags (en)
- 1937 : The Luck of Roaring Camp (en)

### Comme scénariste
(+ réalisateur, sauf mention contraire)
- 1919 : Périlleuse Mission (The False Faces)
- 1919 : Un reportage tragique (The Grim Game)
- 1920 : Down Home
- 1921 : Partners of the Tide (en) de L. V. Jefferson (en)
- 1922 : Yellow Men and Gold
- 1928 : The Michigan Kid (en)

### Comme directeur de la photographie

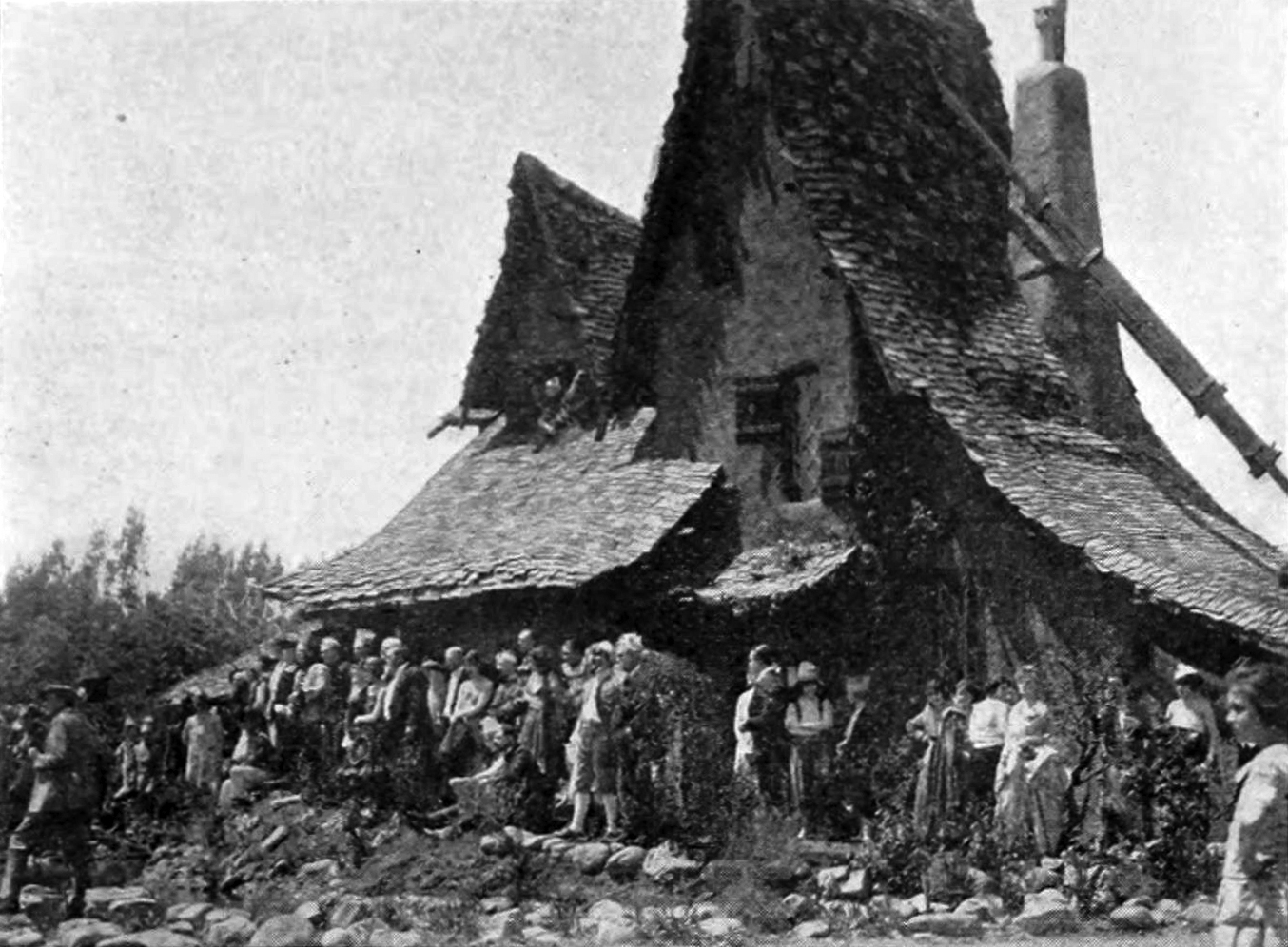
The Spadena House, studio d'Irvin Willat, vers 1921

- 1914 : La Case de l'oncle Tom (Uncle Tom's Cabin)  de William Robert Daly
- 1914 : America de Lawrence B. McGill (en)
- 1914 : One of Millions de J. Searle Dawley
- 1915 : Always in the Way (en) de J. Searle Dawley
- 1916 : Civilisation (Civilization) de Reginald Barker, Thomas H. Ince et Raymond B. West

### Comme producteur
- 1921 : Partners of the Tide (en) de L. V. Jefferson (en)
- 1922 : On the High Seas (en) (+ réalisateur)

### Comme acteur
- 1911 : The Toss of a Coin de Thomas H. Ince (court métrage)
- 1914 : La Case de l'oncle Tom (Uncle Tom's Cabin) de William Robert Daly

### Autres fonctions
- 1916 : Civilisation (Civilization) de Reginald Barker, Thomas H. Ince et Raymond B. West (comme monteur et assistant de production)
- 1923 : La Caravane vers l'Ouest (The Covered Wagon) de James Cruze (comme premier assistant opérateur)